# Ewilan
Ewilan (en francés La quête d'Ewilan) es un libro de literatura fantástica del escritor francés Pierre Bottero. La saga consta de tres libros ya traducidos y publicados en español: Ewilan, Ewilan: Las fronteras de hielo y Ewilan: La isla del destino.

## Argumento
Camille Duciel es una niña superdotada que vive con unos padres adoptivos que no muestran afecto hacia ella. Descubre que puede viajar entre mundos paralelos cuando va a ser atropellada por un enorme camión y cierra los ojos.
La segunda vez visita el lugar con Salim, su mejor amigo. Allí se enteran de que ese mundo se encuentra en peligro, que Camille en realidad se llama Ewilan. También es hija de unos de los más poderosos guardianes, es decir personas dotadas del don del dibujo que les permite hacer realidad cualquier cosa dibujándola. Desde que Elea los traicione son sujetos. Lo único que sabe es que debe encontrar a su hermano para tratar de salvar a sus padres.

## Personajes
- Ewilan Gil' Sayan: Nombre alaviriense (habitantes de Gwendalavir) de Camille Duciel. Joven superdotada que tiene unos grandes ojos violeta y una marcada personalidad. Adoptada, para su desgracia, por los Duciel, en realidad es hija de Altan Y Elicia y posee el don del Dibujo en su máxima expresión y eficacia. Cuando entra en contacto con el Imperio de Gwendalavir, le corresponde la misión de salvarlo de la amenaza de los temibles ts'liches.
- Salim Condo: Amigo inseparable de Camille (Ewilan). Salim, de origen camerunés, es un muchacho alegre, dotado de una vitalidad exuberante. Está dispuesto a seguir a Camille hasta el fin del mundo.
- Akiro Gil' Sayan: Hermano de Ewilan, se cree que tiene un poder más desarrollado que su hermana por lo que se le atribuye la misión a ésta de ir a buscarlo.
- Edwin Til Illan: General, maestro de armas del imperio, comandante de la Legión Negra, acumula títulos y proezas, se le considera el guerrero ideal.
- Duom Nil Erg: Célebre analista que enseñara a Camille a utilizar su poder. La ayuda en la misión gracias a su gran intelecto y experiencia.
- Ellana Caldin: Marchombre que hará grandes lazos con Ewilan, por un compromiso hacia Edwin Til´Illan ayudara en la misión.
- Bjorn Wil' Wayard: Experto con el hacha de combate y con los banquetes bien regados que acompaña a Ewilan en su viaje para protegerla.
- Maniel: Soldado del Imperio que acompaña a Ewilan en su viaje. Maniel es un coloso de carácter dulce y sociable.
- Elea Ril' Morienval: Esta Centinela tan poderosa como los padres de Ewilan y Akiro, es una figura tenebrosa.
- Raïs: Guerreros de raza no humana, manipulada por los ts'liches y enemiga jurada del Imperio. Son conocidos por su maldad y salvajismo. Pueden detectar a Ewilan en cualquier momento en que use las espiras para introducirse en un dibujo.
- Mercenarios del caos: Son malvados y poderosos.